# Stereo
Stereo (řecky pevný, prostorový, tělesný) označuje technologie, které umožňují prostorové zobrazení:
- zvuku – stereofonie
- obrazu – stereoskopie.

## Stereofonie
Stereofonie, zkráceně stereo, je vícekanálový záznam, přenos a reprodukce zvuku, která má v posluchačích vyvolat prostorový dojem.
Stereo zvuk je systém reprodukce zvuku, který využívá dva oddělené kanály (levý a pravý), aby vytvořil iluzi prostorového umístění zdrojů zvuku. Pochopení, že stereo zvuk je vlastně tvořen dvěma kanály mono, je klíčem k pochopení jeho fungování.
- Mono kanály:
  - Mono zvuk (zkráceně "monofonní") znamená, že zvuk pochází z jednoho zdroje nebo kanálu. Při poslechu mono signálu ve stereo systému se stejný zvuk reprodukuje z obou reproduktorů.
- Rozdělení zvuku:
  - Ve stereo systému jsou dva samostatné kanály:
    - Levý kanál (L): Obsahuje zvukové informace, které budou přehrávány v levém reproduktoru.
    - Pravý kanál (R): Obsahuje zvukové informace pro pravý reproduktor.

  - Rozdíly mezi těmito kanály určují, odkud má posluchač pocit, že zvuk přichází.

Původní systémy záznamu a přenosu zvuku nepoužívaly stereo efektu, ale byly pouze monofonní – jednokanálové. Po mnoha desítkách let experimentů se vícekanálový zvuk prosadil ve spotřební elektronice v šedesátých letech dvacátého století.

### Gramofonový záznam
U gramofonové desky bylo stereofonního záznamu dosaženo tak, že kmitání levého a pravého kanálu je vyryto (mechanicky rozdvojeno) do jedné jediné drážky v rovinách nakloněných vlevo a vpravo o 45° proti rovině desky. Dosahuje se tím i kompatibility s původním monofonním záznamem, protože vodorovný pohyb přenosky odpovídá součtu kanálů a tím i monofonnímu signálu.

### Magnetofonový záznam
U analogových magnetofonů je pro záznam každého stereofonního kanálu na magnetofonové pásce použita samostatná záznamová stopa.

### Digitální záznam
Pro digitální záznam stereofonního zvuku bývají oba kanály časově multiplexovány
a na digitálním nosiči záznamu zaznamenány odděleně.

### Rozhlasový přenos

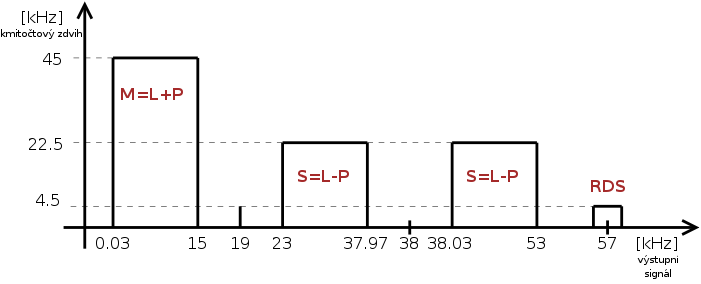
Spektrum stereofonního signálu

Stereo signál není možné přenášet amplitudovou modulací (AM) při zachování zpětné kompatibility. Využívá se proto pouze při frekvenční modulaci (FM).
Ve vysílači je frekvencí 38 kHz přepínán levý a pravý signál elektronickým přepínačem.
Takto vytvoříme signál kde je složka M (součet levého a pravého kanálu) a složka S (rozdíl levého a pravého kanálu). Složka M je ve frekvenčním rozsahu 30 Hz – 15 kHz a složka S v rozsahu 23–53 kHz (což je pro člověka neslyšitelné pásmo a proto je tento signál zpětně kompatibilní s mono signálem). K těmto složkám je ještě přidán tzv. pilotní signál s frekvencí rovnou polovině přepínacího signálu, čili 19 kHz. Ten umožňuje dekódování a zpětné vytvoření stereofonního signálu.